# 俺の道 (曲)
「俺の道」（おれのみち）は、エレファントカシマシの29枚目のシングル。2003年6月27日に東芝EMI/FAITHFUL.から発売。

## 概要
「ハロー人生!!」「生命賛歌」とシングル3枚同時発売。カップリング3枚とも「ろくでなし」でありコピーコントロールCD。本楽曲MVの制作は無い。

## 収録曲
全編曲：エレファントカシマシ
1. 俺の道（4：32）
  - 作詞・作曲：宮本浩次
2. ろくでなし（4：35）
  - 作詞・作曲：ガンダーラコンビネーション（石森敏行・宮本浩次）